# Batalha de Haengju

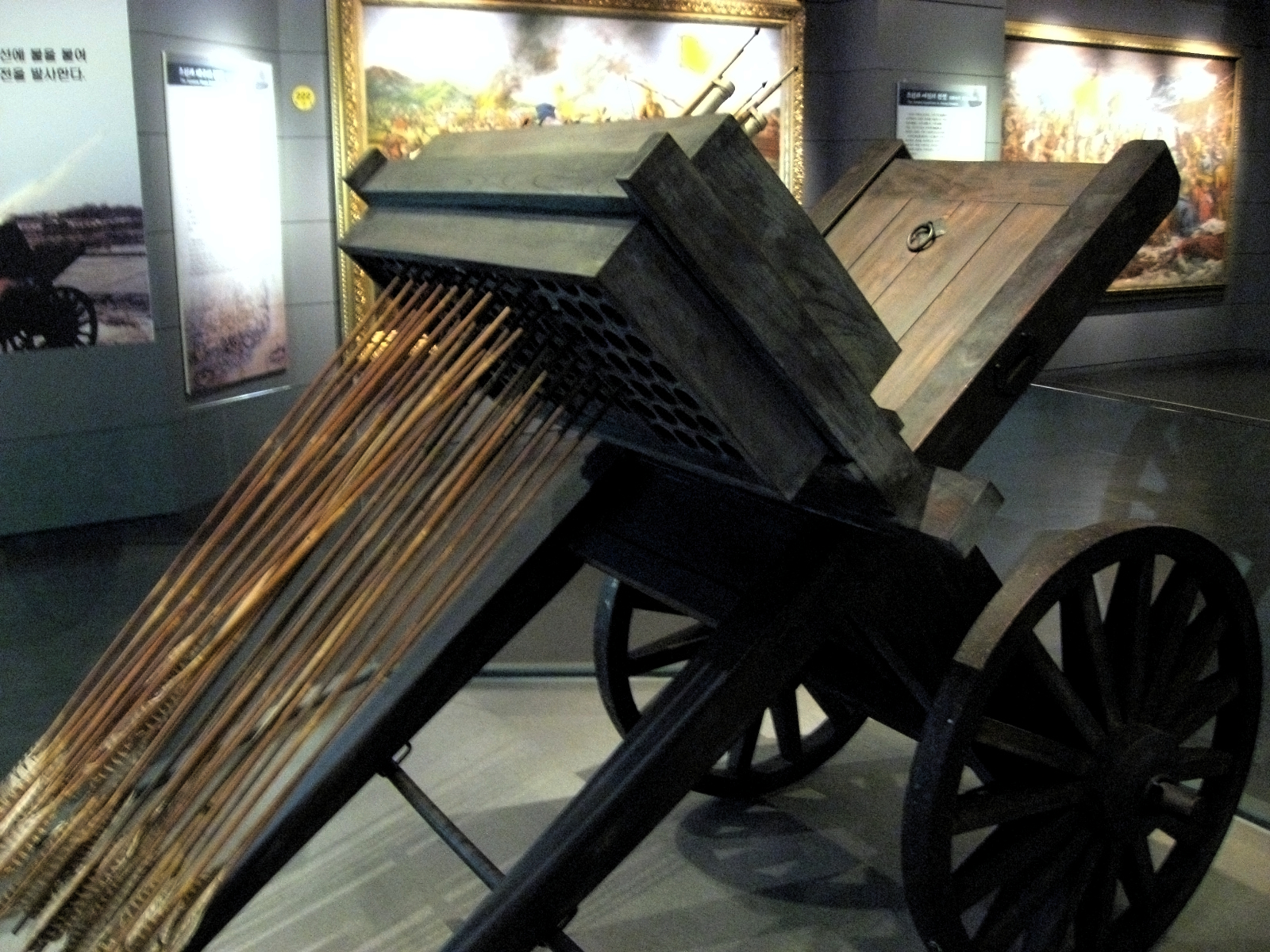
Os coreanos usaram o hwacha para fogo concentrado contra os japoneses.

A Batalha de Haengju ocorreu em 14 de março de 1593 durante a invasão japonesa da Coreia de 1592–1598. O ataque japonês não conseguiu superar a fortaleza de Haengju.

## Contexto
Gwon Yul estava estacionado na fortaleza de Haengju, uma paliçada de madeira em um penhasco sobre o Rio Han. Haengju representava uma ameaça para Hanseong (atual Seul e capital de Joseon) devido à sua proximidade, então os japoneses a atacaram em março.

## Batalha
O ataque japonês liderado por Konishi Yukinaga ocorreu em 14 de março de 1593 com 30 000 homens. Eles se revezavam atacando a paliçada devido ao espaço limitado. Os coreanos retaliaram com flechas, canhões e hwacha.
Após três ataques, um com torre de cerco, e outro em que Ishida Mitsunari foi ferido, Ukita Hideie conseguiu romper as defesas externas e alcançar a parede interna. No entanto, ele também foi ferido e teve que recuar.
No último ataque, Kobayakawa Takakage queimou um buraco nas estacas de madeira da fortaleza, mas os coreanos conseguiram contê-los por tempo suficiente para que fosse reparado.
Quando os coreanos estavam quase sem flechas, I Bun chegou com navios de suprimento contendo mais 10 000 flechas, e eles continuaram a lutar até o anoitecer, quando os japoneses recuaram.

## Consequências
Além da derrota, a situação japonesa tornou-se ainda mais precária depois que Zha Dashou liderou um pequeno grupo de invasores até Hanseong, queimando mais de 6 500 toneladas de grãos. Isso deixou os japoneses com menos de um mês de provisões.
Após várias negociações com Shen Weijing, os japoneses abandonaram Hanseong em 17 de maio de 1593. O que Li Rusong e Song Yingchang testemunharam ao entrar na cidade foi um povo que "parecia fantasmas".